# Museo nazionale della marina
Il Museo nazionale della marina (in lingua francese: Musée national de la Marine) è un museo marittimo situato nel Palazzo di Chaillot, al Trocadéro, nel XVI arrondissement di Parigi.
Alle sue dipendenze vi sono altri musei a Brest, Port-Louis, Rochefort, Tolone e Saint-Tropez.
L'esposizione permanente deriva dalla collezione risalente a Luigi XV di Francia.

## Storia
Nel 1748 Henri Louis Duhamel du Monceau (1700-1782) offrì una collezione di modelli di navi e installazioni navali a Luigi XV di Francia, con la richiesta che gli oggetti stessi fossero esposti al museo del Louvre e fossero disponibili agli studenti della scuola di ingegneria navale, diretta dallo stesso Duhamel. La collezione venne esposta nel 1752, in una stanza denominata "Sala della Marina" (Salle de Marine) del primo piano del Louvre, vicino all'Accademia francese delle scienze, e venne usata per l'insegnamento.
Con la rivoluzione francese, la Sala della Marina venne chiusa nel 1793 e la collezione venne aggiunta alla collezione personale del Re, ad altre collezioni del Ministero della Marina e ad altre appartenenti ad émigrés o altre personaggi (tra cui Luigi Filippo II di Borbone). Per un breve periodo (1801-1803) venne aperto un piccolo museo presso il ministero della Marina, poi trasferito a Place de la Concorde.

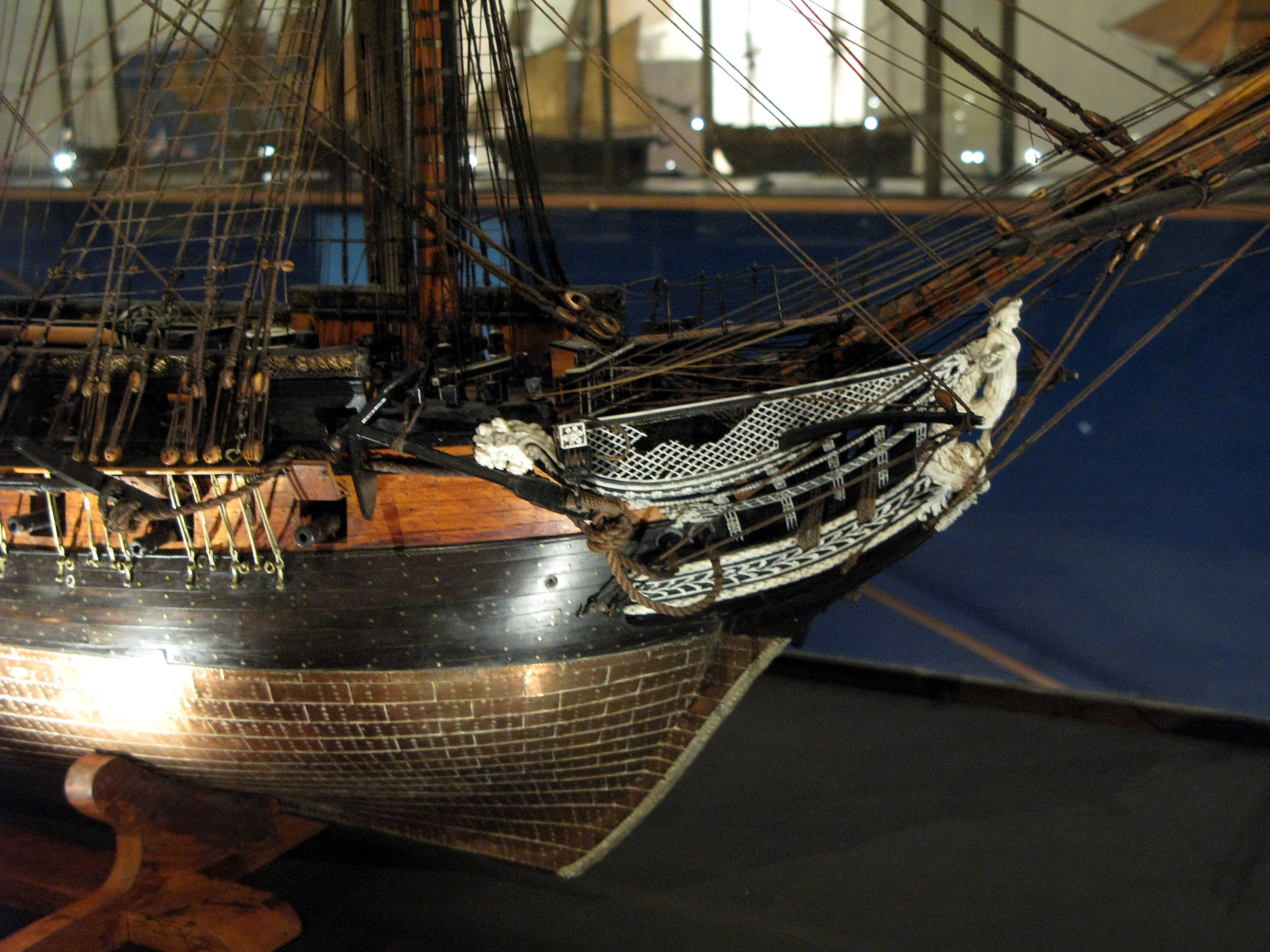
La fregata Flore, uno dei modelli della collezione Trianon.

Nel 1810, Napoleone Bonaparte ordinò una galleria di 19 modelli, conosciuta come collezione Trianon, da esporre presso i suoi uffici al Grand Trianon, come esempi di tipi di navi da guerra in uso alla Marina militare francese dell'epoca. Jacques-Noël Sané venne incaricato della realizzazione. Napoleone inoltre aveva un modello della fregata Muiron nella sta camera da letto presso il Castello di Malmaison.
Nel 1827, dopo la restaurazione borbonica, Carlo X di Francia ordinò di riaprire un museo navale presso il Louvre, incaricando Pierre Zédé. Altre sale vennere aperte o riallestite a Cherbourg, Brest, Lorient, Rochefort e Tolone.
Nel 1852, Antoine Léon Morel-Fatio divenne direttore del museo, enfatizzando l'importanza della pittura e aggiungendo le opere di Claude Joseph Vernet; realizzò inoltre un catalogo degli oggetti esposti e riorganizzò gli oggetti etnografici della collezione.
Nel 1871, l'ammiraglio François-Edmond Pâris divenne direttore del museo e fece costruire oltre 400 modelli di piccole imbarcazioni indigene, provenienti dai differenti luoghi dell'impero francese.
Dal 1905 gli oggetti etnografici furono trasferiti in altri musei e nel 1920 l'amministrazione del museo fu trasferita alla marina militare francese. Nel 1937, parte del Palais de Chaillot venne destinato ad ospitare il museo, che fu inaugurato il 15 agosto 1943.
Nel 1971 il museo divenne un ente autonomo all'interno del Ministero della Difesa francese. Nel 1975 il museo fu determinante nel restauro della fortezza di Port-Louis. Nel 1992 acquistò il Pen Duick V di Éric Tabarly, ora utilizzato come nave scuola della marina militare francese.

## Esposizione

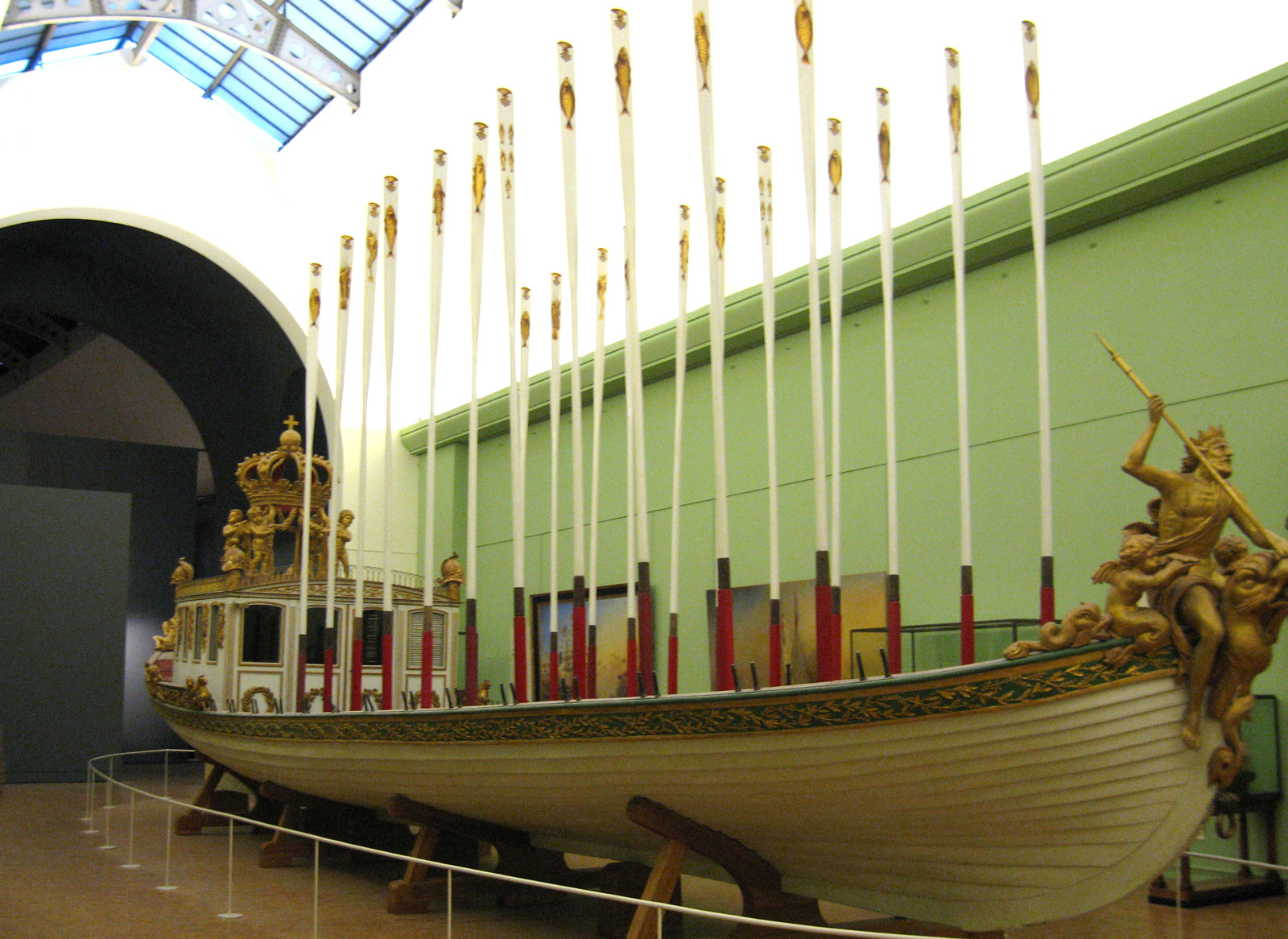
Il canotto imperiale di Napoleone Bonaparte

Il museo della marina di Parigi espone principalmente modelli di navi di tutte le epoche, attrezzature utilizzate per la navigazione, armi ed uniformi, oltre a dipinti a tema marittimo, sculture e altre opere d'arte.
Sono esposte anche navi da guerra a vela del Seicento, Settecento e Ottocento. Tra gli oggetti più interessanti si segnalano il canotto imperiale di Napoleone I e Napoleone III costruito nel 1810 e la poppa decorata della galea Réale di Luigi XIV varata nel 1694.

## Galleria d'immagini

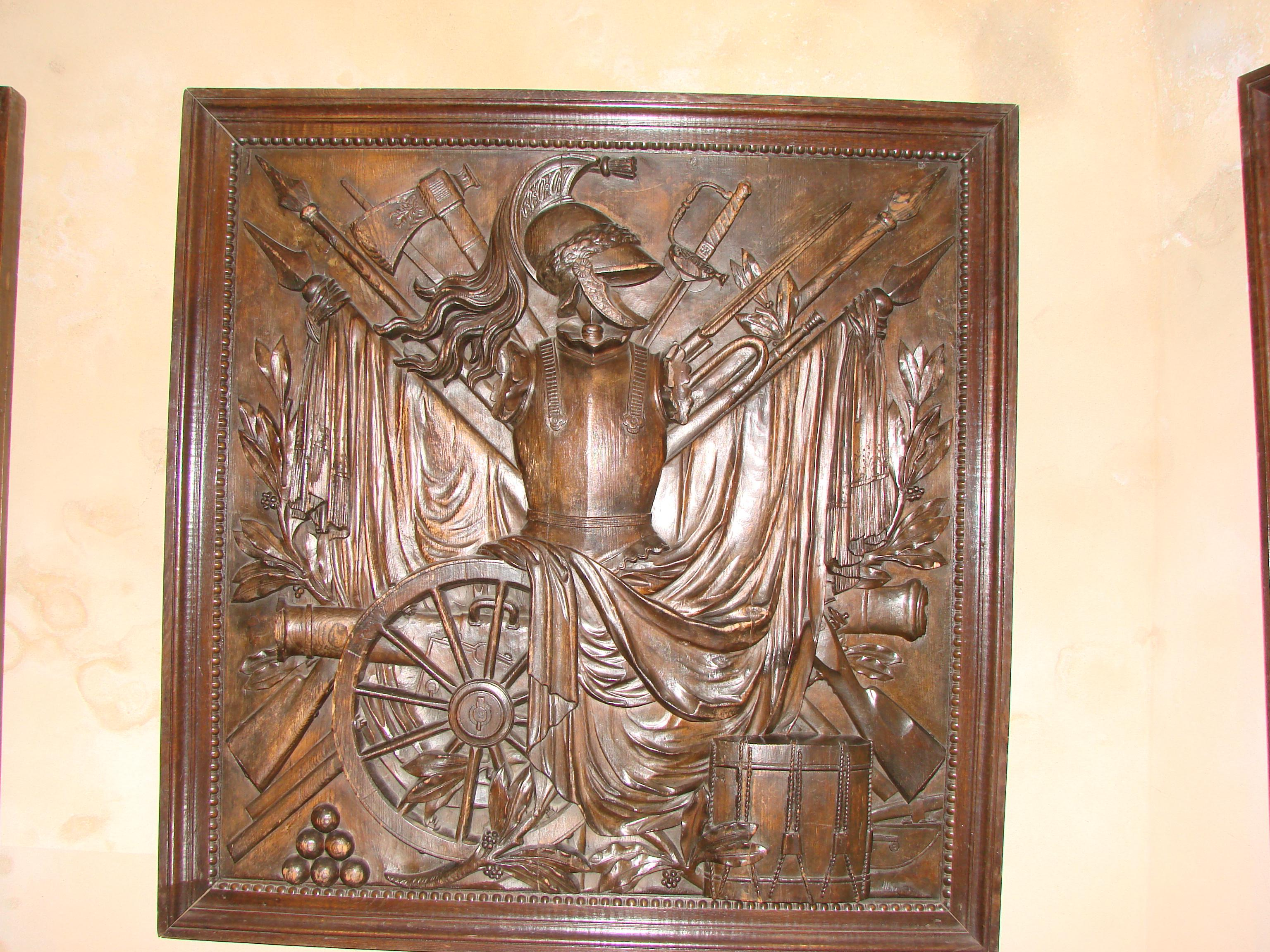
Placca metallica
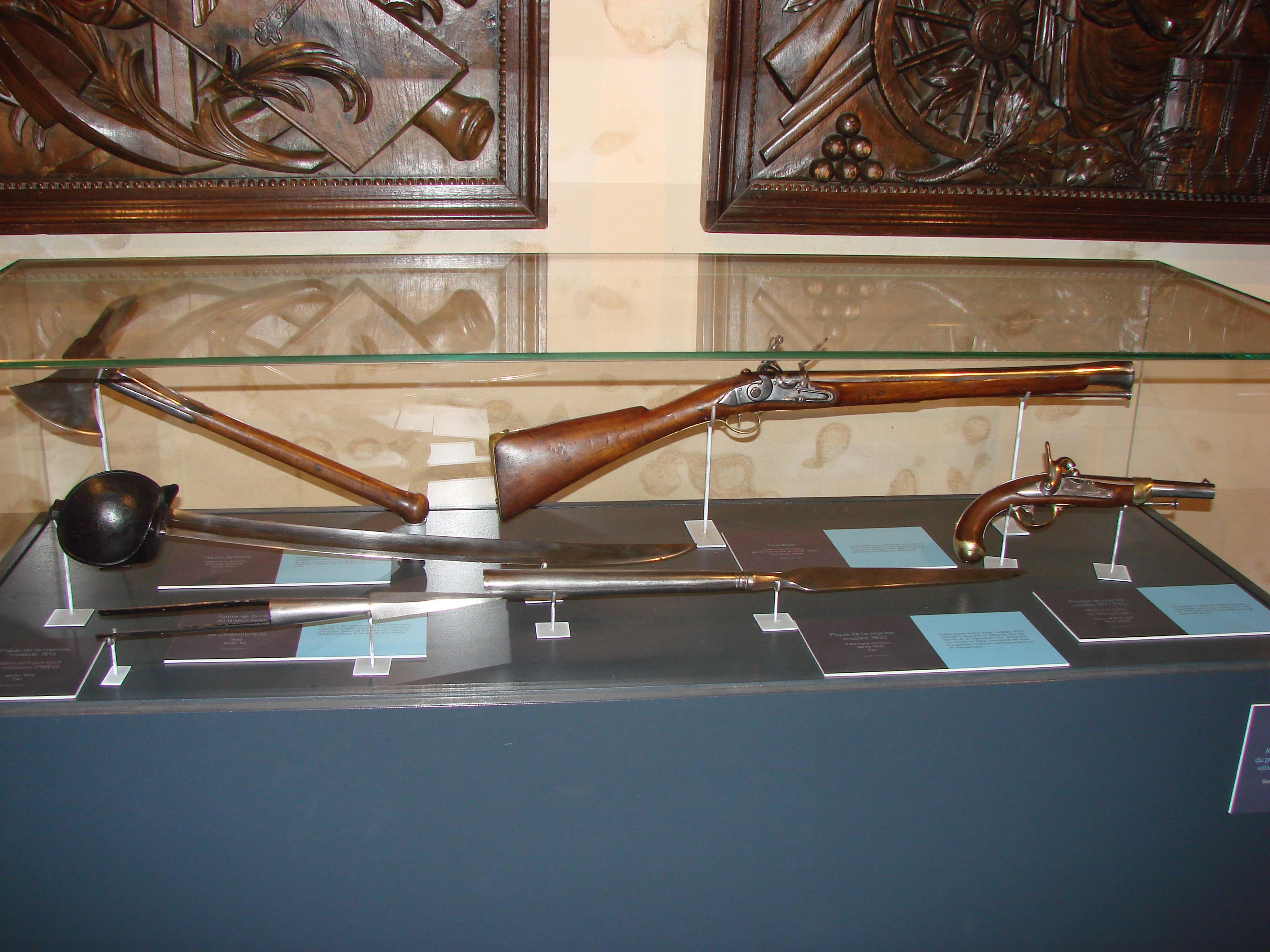
Antiche armi
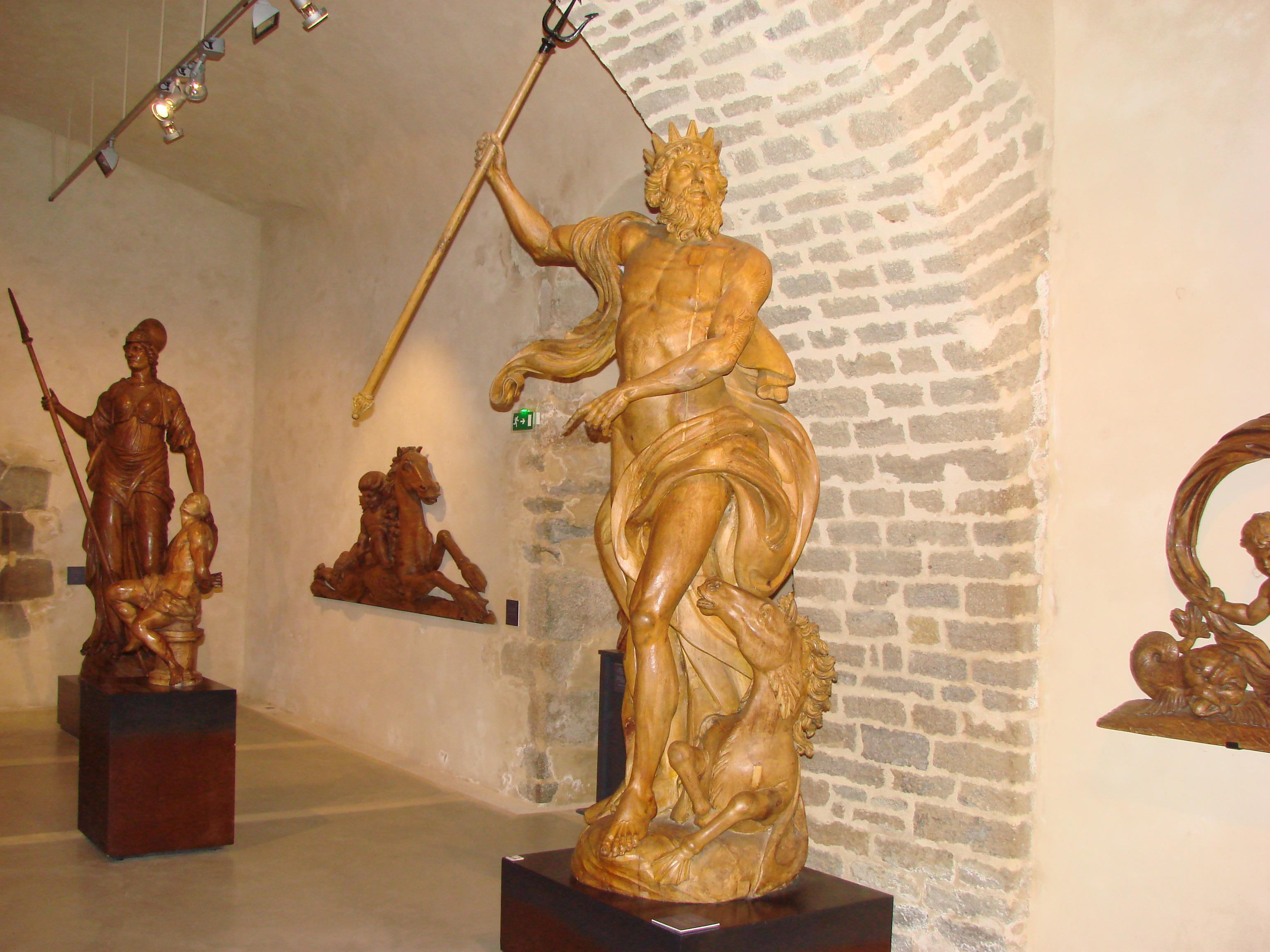
Il Nettuno, scultura di Yves Collet
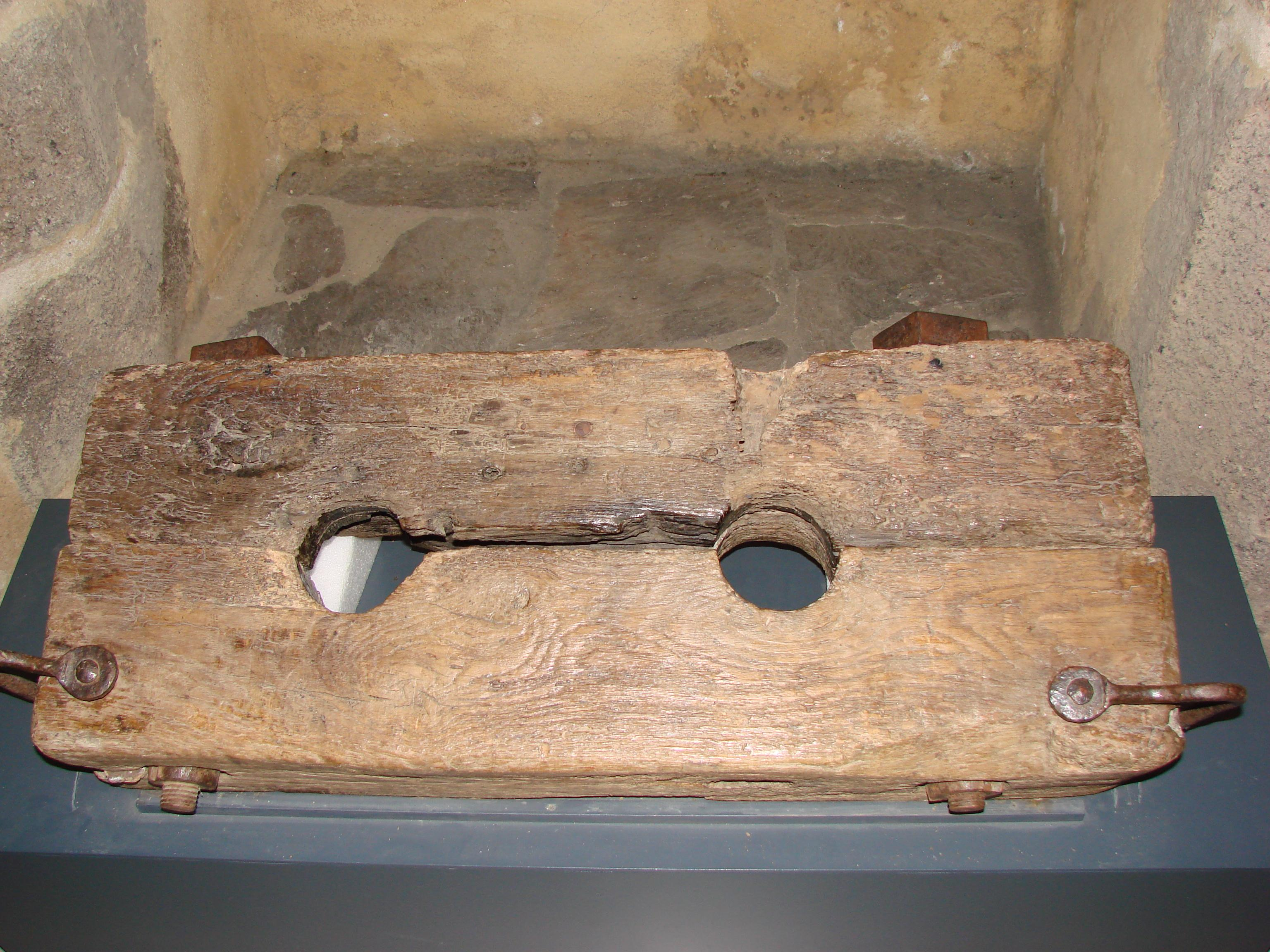
Gogna in legno